# Griswold (Iowa)
Griswold – miasto w Stanach Zjednoczonych, w stanie Iowa, w hrabstwie Cass. W 2000 roku liczyło 1039 mieszkańców.